# Tiki-taka
Tiki-taka（西班牙語：tiqui-taca），是一种由「全能足球（Total Football）」演變而成的足球戰術，其特點是短距離傳送和頻繁跑動，透過不同的通道傳球，保持控球，以減低後方防守球員的壓力。此戰術有別於傳統的足球佈陣理念，傾向於區域組織（zonal play）。西班牙國家足球隊及巴塞罗那足球俱乐部是兩支最為著名的應用Tiki-taka戰術體系的球隊，後者主要應用在约翰·克鲁伊夫時期至蒂托·比拉诺瓦時期。

## 起源
雖然「Tiki-taka」一詞早已存在於西班牙足球界，有指可能是由主教練哈维尔·克莱门特所創造，但更普遍的說法則以為2006年世界盃期間西班牙電視六台（LaSexta）的體育記者安德烈斯‧蒙德斯（Andrés Montes）創造了該詞並發揚光大。在該屆世界盃西班牙對突尼西亞的賽事中，蒙德斯這樣描述西班牙隊的傳球方式：「我們正在tiki-taka，tiki-taka。」（"Estamos tocando tiki-taka tiki-taka."），而tiki-taka可能是擬聲詞，模仿了密集式短傳時發出的足球碰撞聲；也可能源於西班牙一種同樣名為「tiki-taka」的雜耍器具。
足球戰術Tiki-taka可追溯至1988至1996年的巴塞隆納足球隊，當時由约翰·克鲁伊夫擔任主教練。及後兩任的荷蘭籍教練路易斯·范加尔和弗兰克·里杰卡尔德，均不斷改進這種踢法，甚至被其它西甲球隊仿傚。2008至2012年，西班牙籍教練哥迪奧拿執教巴塞隆納，繼續採用Tiki-taka並取得空前成就：包括西甲冠軍和歐洲聯賽冠軍盃在內的14項冠軍殊榮。同時此踢法也將隊內身材矮小但腳法靈巧的球員發揮得淋漓盡致，如利昂内尔·梅西、安德烈斯·伊涅斯塔、哈维·埃尔南德斯等。
2010年世界盃期間，德國體育記者拉斐爾·霍尼希施坦恩（Raphael Honigstein）指出西班牙國家隊的Tiki-taka踢法「只有四年發展歷程的激進風格」。他認為西班牙隊自知「沒有足夠的身體對抗能力與對手硬碰，故選擇專注於控球權的壟斷」。

## 戰術概要

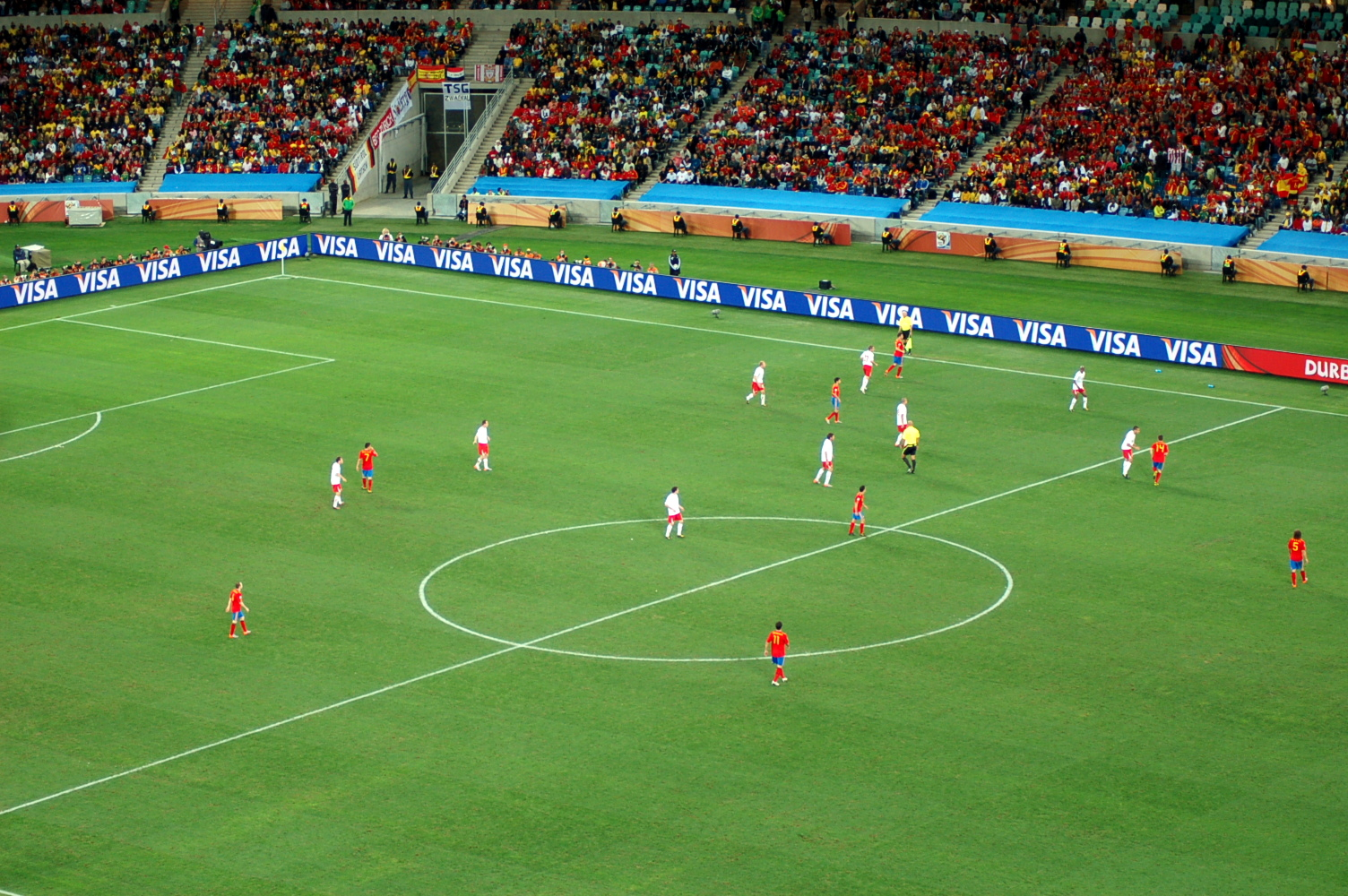
中場球員負責主導Tiki-taka戰術。圖為2010年世界盃西班牙（對瑞士）的中場站位。

Tiki-taka的重要的概念是團隊合作和充分利用球場上的空間。
Tiki-taka常被描述為「透過短傳和跑動造成入球的足球風格」、「一個短傳風格使皮球安全地在邊路傳送」和「短傳、耐性、控球高於一切」。戰術概要為中場球員透過不斷的跑動和位置互換，一腳傳球、關鍵傳球、或錯綜複雜地傳球。Tiki-taka的防守方式是一樣，由於佔有大部份的控球權，故省去了由守轉攻的時間。有球評家把Tiki-taka與長傳球戰術，及與2007/08球季使用高密度傳球的阿仙奴作比較，當時只有塞斯克·法比加斯一人需要不斷參與進攻和防守。Tiki-taka聯繫視野、創造力和一脚触球，但同時亦可以為華麗的足球而放慢傳球速度，和作出無意義的傳球。

## 成就
西班牙國家足球隊及巴塞罗那足球俱乐部採用Tiki-taka戰術，並贏得多項錦標。前者獲得了2008及2012年連續兩屆的歐洲國家盃冠軍、2010年世界盃冠軍；後者則在2008/09球季內盡數赢取6項殊榮，包括「歐洲三冠王」、歐洲超級盃、西班牙盃及世界冠軍球會盃，完成世界足壇絕無僅有的「六冠王」偉業。2010/11球季，巴塞罗那連續第三次奪取西甲聯賽冠軍，同時奪得歐洲冠軍聯賽冠軍、西班牙超級盃冠軍、歐洲超級盃冠軍和世界冠軍球會盃冠軍，完成了「五冠王」偉業。自從德國隊在2010年世界盃敗給西班牙後決定仿效西班牙的Tiki-taka，經過幾年的融合後德國隊成功地創造出了屬於「德意志式的Tiki-taka」以不斷的傳導為主體但仍然保持攻擊強大的傳統，並在2014年的世界盃上大放光芒，一路過關斬將最終奪得2014世足賽冠軍。

## 批評
Iberosphere記者蓋伊·海吉科（Guy Hedgecoe）認為Tiki-taka並不具有觀賞性，因為西班牙國家隊內缺乏純中鋒，取而代之的是偽9號或由中場球員踢前鋒。這使球場上充斥大量中場球員，再沒有前鋒或後衛。海吉科這樣說：「‧沒有前鋒、後衛...守門員，也許11名技術型中場球員快樂地傳球，直到某人把皮球送入網。」
在2012/13賽季歐洲冠軍聯賽分組賽作客凯尔特人的賽事中，巴塞新教練蒂托·比拉诺瓦以2-1戰敗。ESPN及Goal.com記者本·海沃德
（Ben Hayward）批評巴塞隆拿缺乏進攻和無力尋找「另一個進攻方法」。他亦指巴塞的戰敗讓人想起2011–12年歐洲聯賽冠軍盃半決賽，巴塞作客羅拔圖·迪馬堤奧率領的切尔西比賽，切尔西以一系列防守戰術使巴塞無法取得入球，切尔西最終以1-0取勝並進入歐冠盃決賽。
何塞·穆里尼奥批評西班牙隊使用實驗技術，如無鋒陣形和只有中場球員。阿尔塞纳·温格指西班牙隊改變了他們的足球理念，少於進攻並說：「他們原來想以控球權來進球贏得比賽，現在看似是不要先輸掉比賽。」

## 破解Tiki-taka

### 防守反擊
佩普·瓜迪奥拉執教巴塞隆拿期間共面對52隊不同球隊，除了切尔西外，其餘51隊均能取勝。在2008/09歐洲冠軍聯賽半決賽中，胡斯·希丁克帶領的切爾西以紮實、緊湊、有系統的防守，迫使巴塞球員只能在禁區外遠射，而若泽·博辛瓦、約翰·泰利和迈克尔·埃辛三人聯手緊盯對手最危險的球員梅西。首回合切爾西作客以0-0完成，次回合在主場以1-1因輸作客入球而出局。
在2011/12賽季歐洲冠軍聯賽淘汰賽半決賽中，切尔西主教練罗伯托·迪马特奥成功擊敗Tiki-taka的巴塞隆拿。切爾西球員費蘭度·托利斯指，球隊對付巴塞的戰略是專注於空間跑動，少於偷球；贏取邊路的控制權使巴塞的進攻方式集中於中路。前切爾西球員帕特·內文指在四名後防球員的前方佈置三名專職中場球員，使巴塞缺乏活動空間，而梅西因此需要不斷後撤拿球。在第二回合作客魯營球場，迪马特奥排出4-5-1防守陣形；兩回合計，巴塞有73%控球權，射門次數為46比12（中門次數11比4）。由於巴塞球員缺乏高度，使得他們的制空力非常弱，因此面對像切爾西這類形善於禁區爭奪高空球的球隊時，顯得相當吃力。切爾西兩回合計以3-2淘汰巴塞。
2012/13年歐洲冠軍聯賽半決賽中，巴塞隆拿兩回合合計被拜仁慕尼黑以7-0擊敗。巴塞隆拿的弱點在領導的拜仁慕尼黑面前完全表現出來。尤普·海因克斯使球隊更防守均衡，給予球員更流暢的進攻方式，給予前鋒走位和換位的自由，取代前任的位置足球－進攻時每人應偏向站在自己所屬的位置。首回合在安聯球場進行，雖然巴塞有63%控球權，但仍被拜仁以4-0擊敗，拜仁和巴塞射中目標次數為9比1。和一對中場組合使巴塞的中場發電機哈維和伊涅斯塔失效，不斷切斷他們的傳球；而和則在邊路有效地進攻。拜仁在上半場採用「偽壓迫」戰術，緊迫對方球員迫使他們立即傳球以解除對拜仁的威脅，使他們自己消耗體力，讓拜仁球員有足夠的體力在下半場發動進攻。和的缺席對巴塞的影響很大，巴塞球員缺乏高度使他們在防守定位球和高空球時十分吃力。衛報表示「有些人以為拜仁會嘗試以短傳方法與巴塞對抗，但最終他們選擇瞄準巴塞的弱點：身體、反擊、無力防守平衡踢法的球隊及對有系統防守球隊創造機會」。

2013/14年球季，哥迪奧拿轉投德國的拜仁慕尼黑，並把Tiki-taka的戰策概念溶入球隊當中，儘管這戰策為球隊贏得德甲和世界冠軍球會杯。然而，在歐冠半決賽中對卡洛·安切洛蒂的皇家馬德里，儘管他們取得絕對的控球優勢，兩回合計卻以0-5大敗。不少的分析均指拜仁是敗於皇馬快速的反擊，加之不善於防守定位球以及未能攻入皇馬的腹地所致。而在2014年世界盃分組賽，荷蘭領隊雲高爾就排出5後衛戰術，強調壓縮西班牙的中路。最終，荷蘭以5-1大勝西班牙。随后西班牙在控球率和射门数全面领先的情况下，0-2输给了智利，成为2014世界杯首个出局的国家队，也同时打破了卫冕冠军出局的最快纪录。

### 高壓逼搶
某種程度上，高位壓迫逼搶與Tiki-taka存在著戰術上的相生相剋。
高壓逼搶簡單來說，就是一種侵略式的防反。球隊於無球狀態下，對在中場或對手半場控制球權的對手積極往前壓上，充分給予持球者壓力，若能夠在局部範圍內利用人數優勢搶回球權則可就地立即發動二次進攻，以圖能夠直接形成進球。即使無法成功奪回球權，高壓逼搶也能為無球方爭取到球員退回自身防守區域，構建起防守體系的時間。
高壓逼搶既是對Tiki-taka的破解法，卻也給Tiki-taka提供了無球狀態的防守備案。
2013年洲際國家盃決賽中，Tiki-taka再一次表現出弱點，巴西以3-0擊敗西班牙奪冠。巴西是首支能以壓迫進攻踢法的球隊擊敗Tiki-taka，結束了西班牙29場不敗的記錄。巴西和西班牙的控球率為47%比53%。
當瓜地奧拉離開巴塞隆納後，其Tiki-taka無論是德甲拜仁慕尼黑和英超曼城，都遭遇到尤爾根·克洛普統御的高壓逼搶球隊（德甲多特蒙德與英超利物浦）即使瓜地奧拉的球隊依然是聯賽錦標常勝軍，但在跟克洛普的球隊直接對話中勝敗卻呈現出五五波。